# Lynchia holoptera
Lynchia holoptera är en tvåvingeart som först beskrevs av Lutz, Neiva och Lima 1915.  Lynchia holoptera ingår i släktet Lynchia och familjen lusflugor. Inga underarter finns listade i Catalogue of Life.